# Distretto di Phara
Il distretto di Phara è uno dei dieci distretti  della provincia di Sandia, in Perù. Si trova nella regione di Puno e si estende su una superficie di 400,9 chilometri quadrati.

Ha per capitale la città di Phara e contava 6.456 abitanti al censimento 2005.